# 岡谷市立岡谷南部中学校
岡谷市立岡谷南部中学校（おかやしりつおかやなんぶちゅうがっこう）は、長野県岡谷市にある公立中学校である。略称は、「南中（なんちゅう）」。文化祭は「南中祭」と称し、その名称は校名に由来する。

## 所在地
〒394-0044 長野県岡谷市湊2丁目1番8号

## 通学区域
岡谷区の一部、下浜区、小尾口区、上浜区、新屋敷区、花岡区、小坂区となっている

## 進学前小学校
当校進学前の小学校は、原則以下の通り
- 岡谷市立岡谷田中小学校
- 岡谷市立湊小学校

## 校区内の主な施設
- 岡谷市立岡谷田中小学校
- 岡谷市立湊小学校
- 長野県岡谷南高等学校
- 岡谷市みなと保育園
- 岡谷市立 あやめ保育園
- 岡谷市湊公民館
- 小坂公民館
- 湊郵便局
- 岡谷市民病院
- 岡谷中央町郵便局
- 岡谷美術考古館

## 交通
- JR東日本中央本線岡谷駅よりスワンバス外回り線南部中学校西下車徒歩2分[4]